# 国际斯坦福研究所
国际斯坦福研究所（SRI International）是一家美国非营利性科学研究机构和组织，总部位于美國加利福尼亚州的门洛帕克。斯坦福大学的董会成员和校友于1946年建立了SRI，作为支持该地区经济发展的创新中心。该组织成立时是斯坦福研究所。它最初是作为斯坦福研究院（Stanford Research Institute）而建立的。该研究所的目标是为工业和政府提供科学和工程方面的研究支持，促进创新和解决实际问题。此研究机构在通过各种技术和科学学科的研究与开发支持政府和行业方面有着丰富的历史。国际斯坦福研究所参与了众多突破性创新，如电脑鼠标、机器人手术和癌症治疗等。

## 历史
1946年，国际斯坦福研究所最初是由一些斯坦福大学的校董会成员和校友共同创办的，目的是促进科学和技术的研究与发展，为工业和政府提供支持。在成立初期，研究所的关注点主要集中在工程和科学研究方面，涵盖了许多领域，包括电子、材料科学、计算机科学等。该研究所的第一项经济研究是在1947年为美国空军进行的，1948年，它开始与雪佛龙公司进行研究和咨询，以开发肥皂生产中牛脂和椰子油的人工替代品。
1950 年，SRI参与了一项重大的发明，即世界上第一台数字计算机 ENIAC。1955 年，它发明的磁性墨水工艺成为全球银行业的标准，为金融自动化打开了大门。
1960年，SRI International在计算机科学领域取得了一系列重要的贡献。他们开发了一些早期的计算机网络技术，其中包括ARPANET的前身，这是互联网的雏形。
研究所还在生物医学领域取得了一些重要成就，包括开发了第一台成功的机器手术系统，被用于进行远程手术。
在冷战时期，SRI International参与了一些国防研究项目，为美国政府提供了关键的技术支持。
1970年，研究所正式从斯坦福大学分离出来并改名为国际斯坦福研究所，以反映其全球性的研究和合作活动。